# Brandon Brooks (polo aquático)
Brandon Brooks (Rock Island, 29 de abril de 1981) é um jogador e treinador de polo aquático estadunidense, medalhista olímpico.

## Carreira
Brandon Brooks fez parte do elenco medalha de prata de Pequim 2008.